# George Lynch (baloncestista)
George DeWitt Lynch III (Roanoke, Virginia, 3 de septiembre de 1970) es un exjugador de baloncesto que militó en la NBA desde 1993 hasta 2005. Con 2,03 metros de estatura, jugaba en la posición de alero.

## Carrera

### Universidad
Lynch jugó en la Universidad de North Carolina,  donde igualó el récord de más partidos disputados con 140. En cuatro temporadas con los Tar Heels, se convirtió en el primer jugador desde Sam Perkins en liderar al equipo en rebotes en tres campañas consecutivas. También fue el segundo máximo reboteador de la historia de la universidad, superado solo por Perkins. Junto con Christian Laettner es el único jugador en la historia de la Atlantic Coast Conference en alcanzar los 1.500 puntos, 1.000 rebotes, 200 robos y 200 asistencias. 
Como sénior en 1993, Lynch ayudó a los Tar Heels a ganar el campeonato de la NCAA, siendo elegido en el mejor quinteto de la ACC y de la Final Four. Ese año recogió 365 rebotes, la segunda mejor marca en la historia de los Tar Heels, además de promediar 14.7 puntos y 9.6 rechaces por partido. Abandonó North Carolina en el primer puesto de robos totales y duodécimo en anotación. Promedió en total 12,5 puntos, 7,8 rebotes, 1,7 asistencias y 1,7 robos de balón por partido.

### NBA
Fue seleccionado por Los Angeles Lakers en el decimosegundo puesto del Draft de 1993. En su primera temporada jugó 71 partidos, 46 de ellos como titular, promediando 9.6 puntos y 5.8 rebotes por encuentro, jugándose el puesto de alero titular con James Worthy y Doug Christie. El 27 de marzo de 1994 anotó 30 puntos ante Milwaukee Bucks, mejor marca de un rookie desde Magic Johnson en 1980, y el 28 de enero consiguió 18 rebotes en el partido que le enfrentaba contra Detroit Pistons, nuevamente mejor marca de un novato desde Johnson. Tras la llegada de Cedric Ceballos y el progreso de Elden Campbell, sumado todo ello a las lesiones, Lynch comenzó a bajar en rendimiento y en minutos de juego en las siguientes temporadas. 
En 1996, fue traspasado a Vancouver Grizzlies junto con Anthony Peeler a cambio de elecciones de segunda ronda con el objetivo de reducir salario para contratar a Shaquille O'Neal como agente libre. En los Grizzlies disputó dos temporadas, en la primera promediando 8.3 puntos y 6.4 rebotes en 41 partidos, y en la segunda 7.5 puntos y 4.4 rebotes en 82 encuentros, ninguno de ellos como titular. En 1999 fichó como agente libre por Philadelphia 76ers, jugando tres campañas con el equipo, todas ellas como titular indiscutible y disfrutando de los mejores años en su carrera junto con la primera temporada en los Lakers. 
El 25 de octubre de 2001 fue traspasado a Charlotte Hornets en un intercambio a tres bandas, donde disputaría sus últimas cuatro temporadas en la NBA. Tras la finalización de la temporada 2004-05, Lynch se retiró del baloncesto. En toda su carrera, sus promedios han sido de 6.6 puntos, 5 rebotes y 1.4 asistencias por noche.

## Estadísticas de su carrera en la NBA

### Temporada regular
| Año     | Equipo       | PJ  | PT  | MPP  | %TC  | %3P  | %TL  | RPP | APP | ROB | TPP | PPP |
| ------- | ------------ | --- | --- | ---- | ---- | ---- | ---- | --- | --- | --- | --- | --- |
| 1993-94 | L.A. Lakers  | 71  | 46  | 24.8 | .508 | .000 | .596 | 5.8 | 1.4 | 1.4 | .4  | 9.6 |
| 1994-95 | L.A. Lakers  | 56  | 15  | 17.0 | .468 | .143 | .721 | 3.3 | 1.1 | .9  | .2  | 6.1 |
| 1995-96 | L.A. Lakers  | 76  | 6   | 13.3 | .430 | .308 | .663 | 2.8 | .7  | .6  | .1  | 3.8 |
| 1996-97 | Vancouver    | 41  | 27  | 25.8 | .471 | .258 | .619 | 6.4 | 1.9 | 1.5 | .4  | 8.3 |
| 1997-98 | Vancouver    | 82  | 0   | 18.2 | .481 | .300 | .703 | 4.4 | 1.5 | .8  | .5  | 7.5 |
| 1998-99 | Philadelphia | 43  | 43  | 30.6 | .421 | .391 | .631 | 6.5 | 1.8 | 2.0 | .5  | 8.3 |
| 1999-00 | Philadelphia | 75  | 75  | 32.2 | .461 | .417 | .617 | 7.8 | 1.8 | 1.6 | .5  | 9.6 |
| 2000-01 | Philadelphia | 82  | 80  | 32.3 | .445 | .263 | .719 | 7.2 | 1.7 | 1.2 | .4  | 8.4 |
| 2001-02 | Charlotte    | 45  | 18  | 19.8 | .369 | .167 | .625 | 4.1 | 1.2 | .9  | .3  | 3.8 |
| 2002-03 | New Orleans  | 81  | 32  | 18.5 | .409 | .354 | .554 | 4.4 | 1.3 | .8  | .2  | 4.5 |
| 2003-04 | New Orleans  | 78  | 51  | 21.8 | .397 | .309 | .667 | 4.0 | 1.5 | .6  | .2  | 4.8 |
| 2004-05 | New Orleans  | 44  | 27  | 21.2 | .360 | .297 | .739 | 4.0 | 2.0 | .7  | .3  | 3.7 |
| Total   | Total        | 774 | 420 | 22.8 | .446 | .306 | .652 | 5.0 | 1.4 | 1.1 | .3  | 6.6 |

| Año   | Equipo       | PJ | PT | MPP  | %TC  | %3P  | %TL  | RPP | APP | ROB | TPP | PPP |
| ----- | ------------ | -- | -- | ---- | ---- | ---- | ---- | --- | --- | --- | --- | --- |
| 1995  | L.A. Lakers  | 10 | 0  | 13.6 | .469 | .200 | .650 | 3.0 | .7  | .8  | .0  | 4.4 |
| 1996  | L.A. Lakers  | 2  | 0  | 7.5  | .500 | .000 | –    | 1.5 | .5  | .0  | .0  | 2.0 |
| 1999  | Philadelphia | 8  | 6  | 31.1 | .446 | .333 | .706 | 6.6 | 2.0 | 2.3 | .3  | 9.0 |
| 2000  | Philadelphia | 10 | 10 | 29.3 | .338 | .143 | .778 | 7.1 | 1.4 | .9  | .5  | 5.9 |
| 2001  | Philadelphia | 10 | 8  | 22.2 | .480 | .000 | .643 | 5.1 | 1.2 | 1.3 | .2  | 5.7 |
| 2002  | Charlotte    | 9  | 7  | 31.8 | .492 | .333 | .692 | 8.4 | 1.6 | 1.1 | .7  | 7.7 |
| 2003  | New Orleans  | 6  | 3  | 27.2 | .429 | .278 | .250 | 6.2 | 1.7 | 1.0 | .8  | 7.0 |
| 2004  | New Orleans  | 7  | 7  | 21.1 | .439 | .250 | .625 | 5.3 | 1.7 | .4  | .4  | 8.3 |
| Total | Total        | 62 | 41 | 24.4 | .439 | .250 | .670 | 5.8 | 1.4 | 1.1 | .4  | 6.5 |